# 베리 도시 자치구

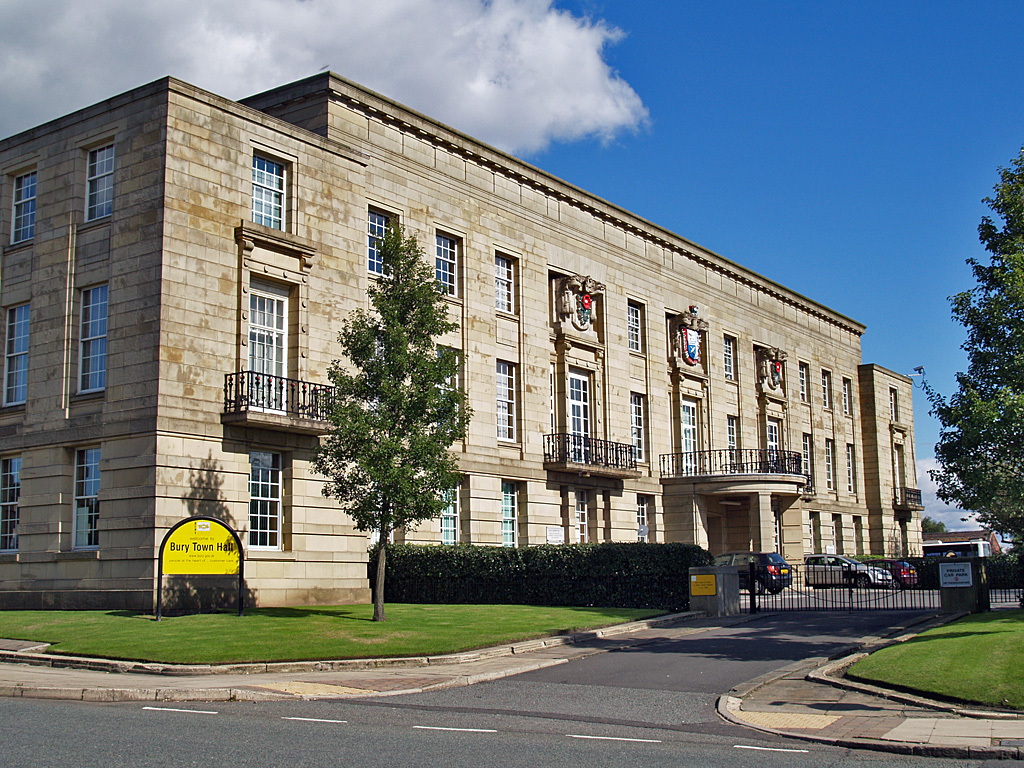
베리 시청

베리 도시 자치구의 위치

베리 도시 자치구(영어: Metropolitan Borough of Bury)는 잉글랜드 그레이터맨체스터주에 위치한 도시 자치구로 중심 도시는 베리이며 면적은 99.46km2, 인구는 187,474명(2014년 기준), 인구 밀도는 1,900명/km2이다.

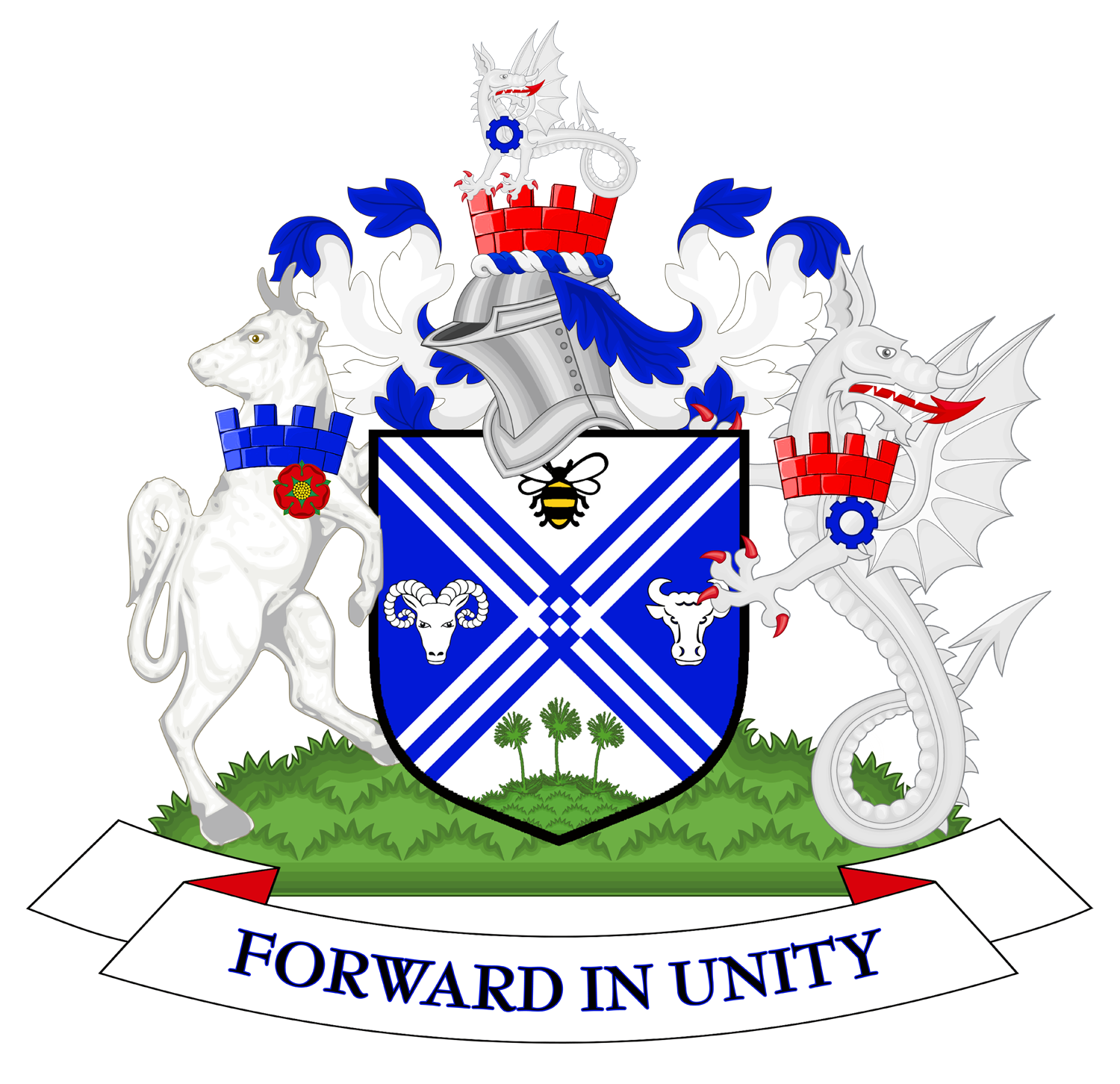
시 문장